# Massacres de Tchoma Bangou et Zaroumadareye
Les massacres de Tchoma Bangou et Zaroumadareye sont deux massacres commis le 2 janvier 2021 au Niger, à environ 120 kilomètres au nord de Niamey, dans le contexte de la guerre du Sahel. Il fait environ 100 morts et 25 blessés parmi les civils. Ce massacre est attribué aux djihadistes qui sévissent dans la région depuis le début des années 2010.

## Contexte
Les massacres de Tchoma Bangou et Zaroumadareye sont les plus meurtriers contre les civils dans le pays depuis le début de la guerre du Sahel.
Ces attaques sont menées dans un contexte électoral : les élections municipales et régionales ont eu lieu en décembre 2020. La double attaque se déroule le jour même de la proclamation des résultats du premier tour des législatives et de l'élection présidentielle, donnant en tête, avec 39 %, le candidat du parti au pouvoir, Mohamed Bazoum.
Le même jour que ce massacre, deux soldats français de l'opération Barkhane sont tués au Mali lors d'une attaque à l'engin explosif improvisé dans la région de Ménaka.

## Déroulement
Les deux villages ciblés, proches de la frontière du pays avec le Mali, dans la région de Tillabéri, sont distants de sept kilomètres l'un de l'autre et situés à environ 120 kilomètres au nord de Niamey.
Les villages sont attaqués simultanément. Almou Hassane, le maire de Tondikiwindi, évoque une centaine de djihadistes divisés en deux groupes. D'après lui, ils auraient attaqué le village pour se venger de la mort de deux de leurs éclaireurs, tués par les groupes d'auto-défense du village.

## Responsabilités
L'attaque n'est pas revendiquée. Les autorités nigériennes l'attribuent à des « terroristes ». Le groupe djihadiste actif dans la région est l'État islamique dans le Grand Sahara. D'après RFI : « Même si ces attaques ne sont pour l'instant pas revendiquées, le chef présumé de la bande, Maii Touwo, est connu des services de renseignements militaires : il s'agirait d'un natif d'un village voisin, issu de la même ethnie que celle qu'il a fait massacrer ».

## Bilan humain
Selon les déclarations à l'AFP d'Almou Hassane, le maire de Tondikiwindi, le bilan est d'au moins 100 morts, dont 70 à Tchoma Bangou et 30 à Zaroumadareye, et de 25 blessés. RFI indique que ce bilan est confirmé par le gouverneur de la région.